# Cerastium coreanum
Cerastium coreanum är en nejlikväxtart som beskrevs av Takenoshin Nakai. Cerastium coreanum ingår i släktet arvar, och familjen nejlikväxter. Inga underarter finns listade i Catalogue of Life.